# Teleférico de Mérida
El Sistema de Transporte Turístico Teleférico de Mérida o simplemente Teleférico de Mérida (también conocido como Mukumbarí) es un sistema teleférico que opera en la ciudad de Mérida, del estado Mérida, Venezuela. Es el teleférico más alto del mundo, alcanzando una altura de 4.765 m s. n. m., y fue el más largo del mundo con 12,5 kilómetros de trayecto.
Va desde la ciudad de Mérida hasta la cima del pico Espejo, dentro del parque nacional Sierra Nevada, en los Andes venezolanos, específicamente en el estado Mérida, Venezuela. Fue cerrado en 2008 para su modernización y fue reinaugurado el 29 de abril de 2016, en etapa pre-comercial, para finalmente abrir a todo el público el 7 de octubre de 2016.

## Historia

### SigloXX
El primer teleférico de Mérida fue proyectado en 1952 por un grupo de andinistas venezolanos llamado El Club Andino Venezolano, durante el gobierno del General Marcos Pérez Jiménez, a fin de construir un sistema que facilitara el ascenso a la Sierra Nevada de Mérida. La propuesta fue tomada en cuenta y se procedió a hacer el levantamiento topográfico a fin de desarrollar el proyecto en 1955.

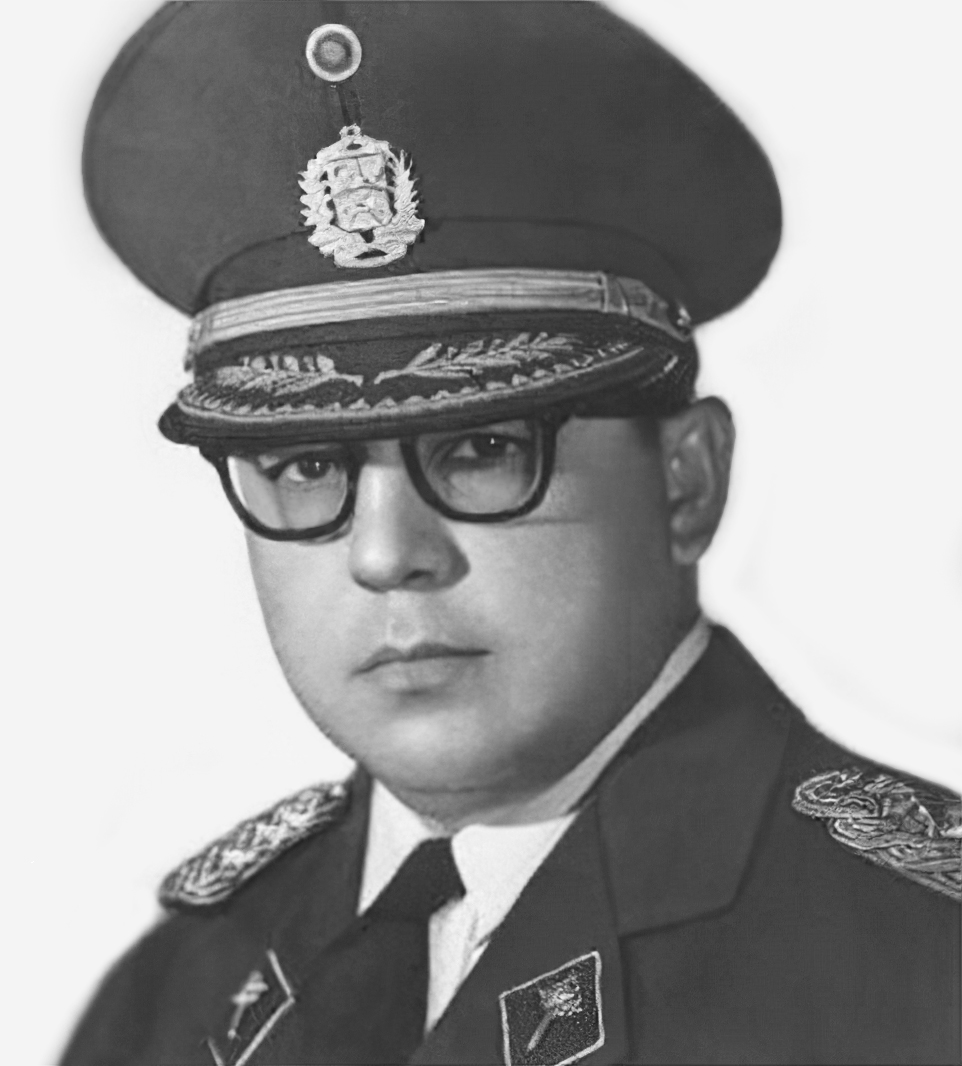
La construcción del Teleférico de Mérida comenzó durante el gobierno del presidente venezolano Marcos Pérez Jiménez (1914-2001) quien gobernó Venezuela desde el año 1952 hasta 1958.

Para 1956, se trazó la ruta final y para el siguiente año ya estaba en funcionamiento el teleférico de carga hasta la Estación La Aguada, que serviría de transporte para los materiales necesarios en la construcción de las estaciones.
El teleférico fue construido mayormente con apoyo francés, suizo y alemán. Para 1958, el mismo estaba construido en un 50%. La obra se concluyó dos años más tarde gracias al apoyo de mano obrera venezolana y del equipo técnico extranjero, dirigido por el especialista francés Maurice Comte. La obra fue inaugurada el 5 de marzo de 1960 y tuvo un costo para el momento de su construcción de 70.000.000 de bolívares, que para la época equivalían a unos 16 millones de dólares. A través de los años, el sistema teleférico de Mérida ha sido actualizado, asegurando y garantizando su continuidad a través de los tiempos.

### SigloXXI
En diciembre de 2008, el Teleférico de Mérida fue inspeccionado por la empresa austríaca Doppelmayr, inspección que reveló un avanzado desgaste en las guayas del sistema y recomendó al Gobierno de Venezuela el cierre del Teleférico de manera definitiva. El Teleférico fue clausurado a principios de dicho mes, por razones de seguridad pública, y las autoridades solicitaron a la empresa inspectora un presupuesto para renovar por completo el sistema, junto con el tiempo estimado de ejecución de la obra.

#### Cese de operaciones 2008-2016
En agosto de 2008, el experto suizo Hily Manz y un comité técnico de ese país, realizaron una inspección general del sistema, en cuya investigación se determinó que los cables portadores de los vagones estaban a punto de cumplir 50 años, es decir, su vida útil. De igual manera, se descubrió que una de las torres del sistema presentaba una fisura. Por recomendaciones de este grupo de expertos europeos, el teleférico de Mérida fue cerrado en el mismo mes para resguardar la seguridad de los usuarios.

#### Nuevo Teleférico Mukumbarí
A partir del año 2010, el gobierno venezolano contrató los servicios de la empresa Doppelmayr para modernizar totalmente el sistema teleférico de Mérida, a fin de solventar los problemas presentados en las guayas y en algunas de las torres del sistema. Este proceso de modernización se lleva a cabo con una inversión de más de 106 millones de euros e incluye la instalación de nuevas guayas, vagones y dispositivos de seguridad. Se decidió entonces construir un sistema totalmente nuevo.
Se proyectó que las primeras tres estaciones (Barinitas, La Montaña y La Aguada), del más importante atractivo turístico de la región, deberían estar listas a finales del mes de agosto del 2012. A partir de ese momento, comenzaría el período regular de pruebas, garantizando toda la seguridad necesaria para el disfrute de la nieve en Pico Espejo, por parte de propios residentes y de los visitantes de todo el continente.

#### Reinauguración en 2016
En septiembre de 2014, Andrés Izarra, gerente de la cartera ministerial para el turismo, dio inicio a las pruebas de funcionamiento del nuevo sistema teleférico, quien a partir de ese momento se denominaría Mukumbari, asegurando que estaría en funcionamiento, para operaciones comerciales, a finales del 2015. Mientras tanto, los habitantes de Mérida que están alrededor del teleférico, se estarían preparando para hospedar a turistas nuevamente.
El 10 de abril de 2015 se abrió el nuevo sistema parcialmente en período de pruebas. Durante esta fase recibió más de 100 mil visitantes. En junio del mismo año se hicieron inspecciones en las cinco estaciones del teleférico.

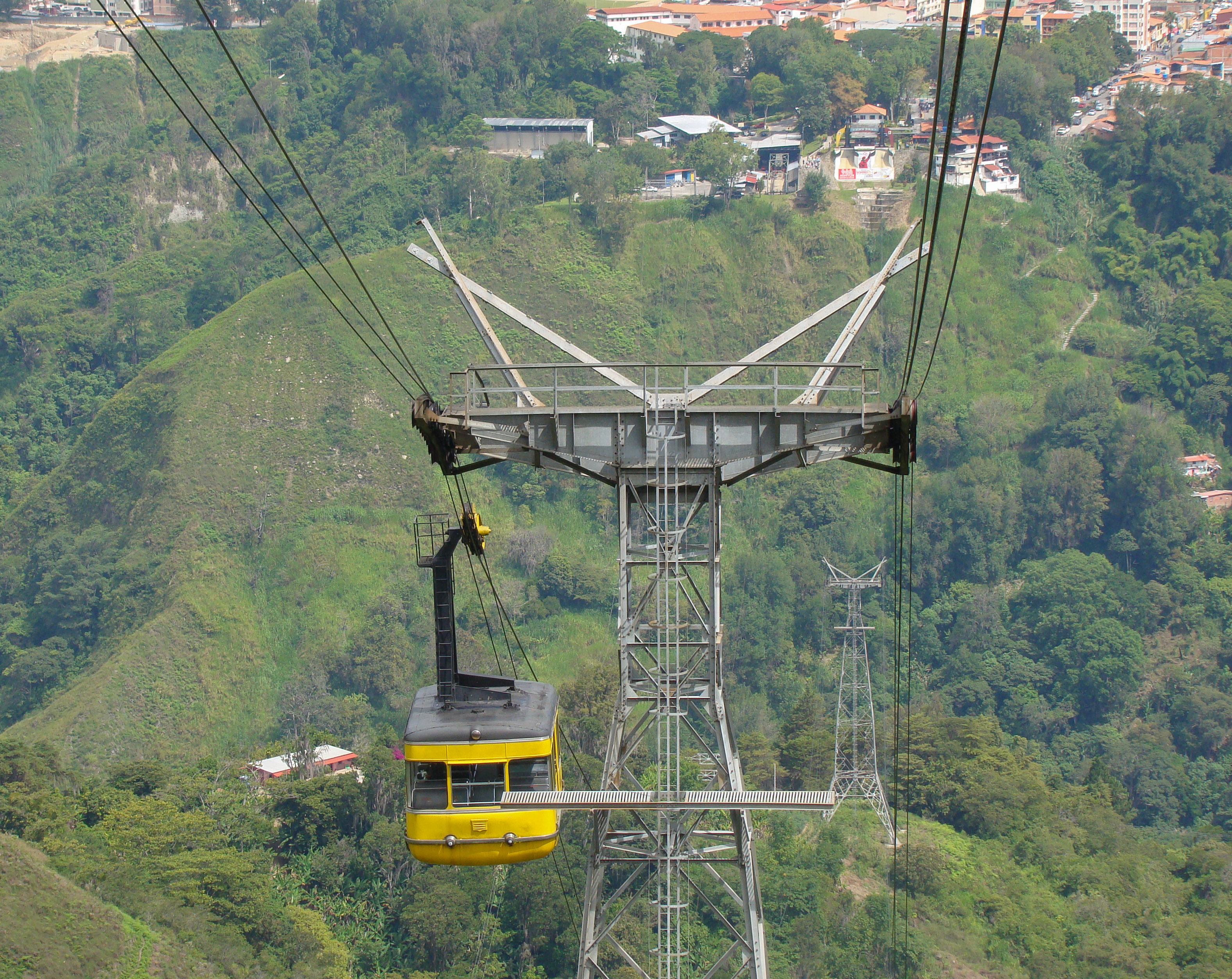
Vista de una cabina del Antiguo Teleférico de Mérida, cerrado en 2008.

La fecha de la reinauguración fue pospuesta sucesivamente. De igual forma, se informó que las nuevas cabinas tendrían una capacidad de 60 personas más el cabinero, a diferencia de las antiguas que solo podían trasladar un máximo de 40 ocupantes. El 29 de abril de 2016 se abrió el sistema en operación pre-comercial, destinada a niños, adultos mayores y personas con discapacidad. Finalmente, el 7 de octubre del mismo año se abrió el teleférico a todo el público, siendo el horario de miércoles a domingo, de 08:00 a. m. a 04:00 p. m..

#### Cierre por mantenimiento (2020 - 2022)
A mediados de 2020, según las autoridades del Ministerio de Turismo, el teleférico quedó inoperativo por trabajos de reparaciones, las cuales durarían dos años sin información sobre el mantenimiento del sistema. No fue sino hasta finales de agosto de 2022 que el teleférico tendría una reapertura parcial de las dos primeras estaciones del sistema (Barinitas y La Montaña), las cuales estuvieron abiertas tanto para turistas locales, nacionales y extranjeros.
Mientras las primeras estaciones se encontraban operativas, las demás continuaron en mantenimiento para su progresiva operatividad. La  estación La Aguada volvió a estar disponible en octubre de 2022. La estación Loma Redonda, ubicada a 4.058 m s. n. m. estuvo nuevamente disponible en diciembre del mismo año, mientras que la estación Pico Espejo reinició sus operaciones en enero de 2023.

## Tramos y estaciones
El teleférico de Mérida es un sistema de cuatro (4) teleféricos, con una longitud total de 12,5 km, que van desde la estación Barinitas, en la ciudad de Mérida, a unos 1640 m.s.n.m; hasta los 4.765 m.s.n.m, en la estación Pico Espejo. Cada tramo posee dos lados, uno para cada sentido; en cada sentido hay a su vez un vagón o cabina, con capacidad para 60 pasajeros. La cabina se desplaza a una velocidad promedio de 5 m/s, gracias a una guaya, la cual es movida por el empuje de un motor. En el Teleférico de Mérida, existen dos motores en cada estación motriz (La Montaña y Loma Redonda), el primero sirve al tramo entre las estaciones La Montaña y Barinitas, y el segundo motor al tramo entre las estaciones La Montaña y La Aguada. El tercer y cuarto motor se ubican en la estación Loma Redonda y sirve a los tramos restantes, es decir, el tercero que va desde La Aguada hasta Loma Redonda y el cuarto que va desde Loma Redonda hasta Pico Espejo.

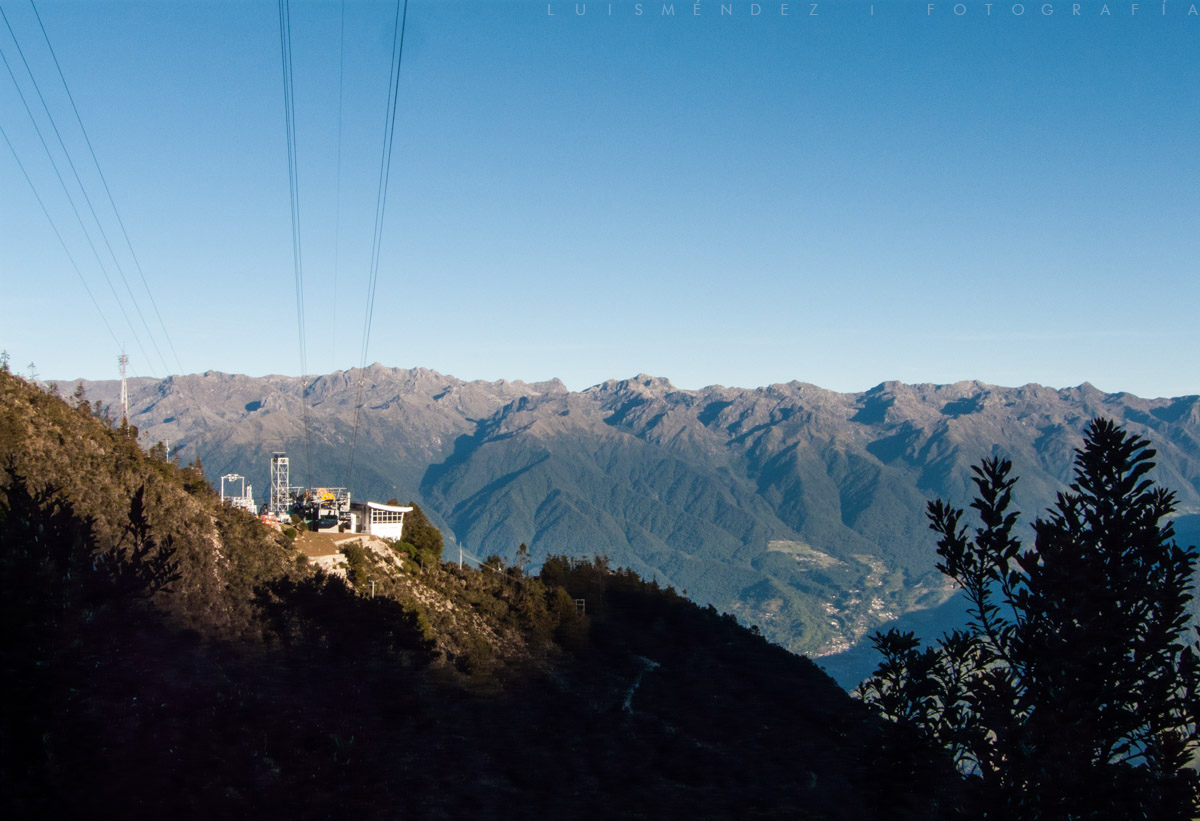
Vista de la estación La Aguada.

### Tramos
Está compuesto de 4 tramos que unidos completan el recorrido de 12,5 km. Los tramos son:

### Primer tramo
- Estación Barinitas (1.577 m)
- Estación La Montaña (2.436 m)

Desde el Cañón del Río Chama desplazamiento desde lo alto y en pos de lo más alto. La Meseta de Mérida junto a sus poblados vecinos – Tabay, La Parroquia y Ejido.

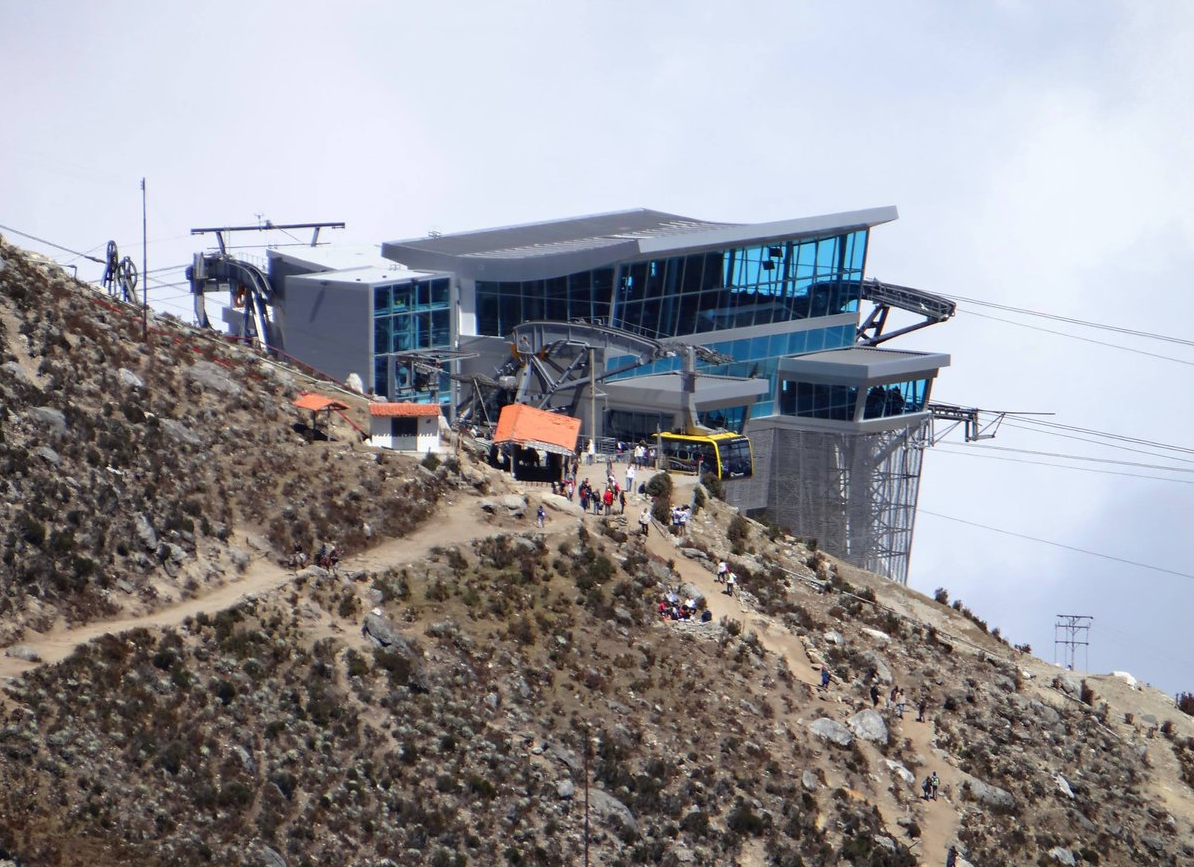
Vista de la estación Loma Redonda.

### Segundo tramo
- Estación La Montaña (2.436 m)
- Estación La Aguada (3.452 m)

Selva nublada altiandina hasta los altos páramos, donde emerge el Pico El Toro (4.756 m). El parque nacional Sierra Nevada y, hacia el norte, se aprecia al parque nacional Sierra de la Culata, en pleno corazón de los Andes venezolanos.

### Tercer tramo
- Estación La Aguada (3.452 m)
- Estación Loma Redonda (4.045 m)

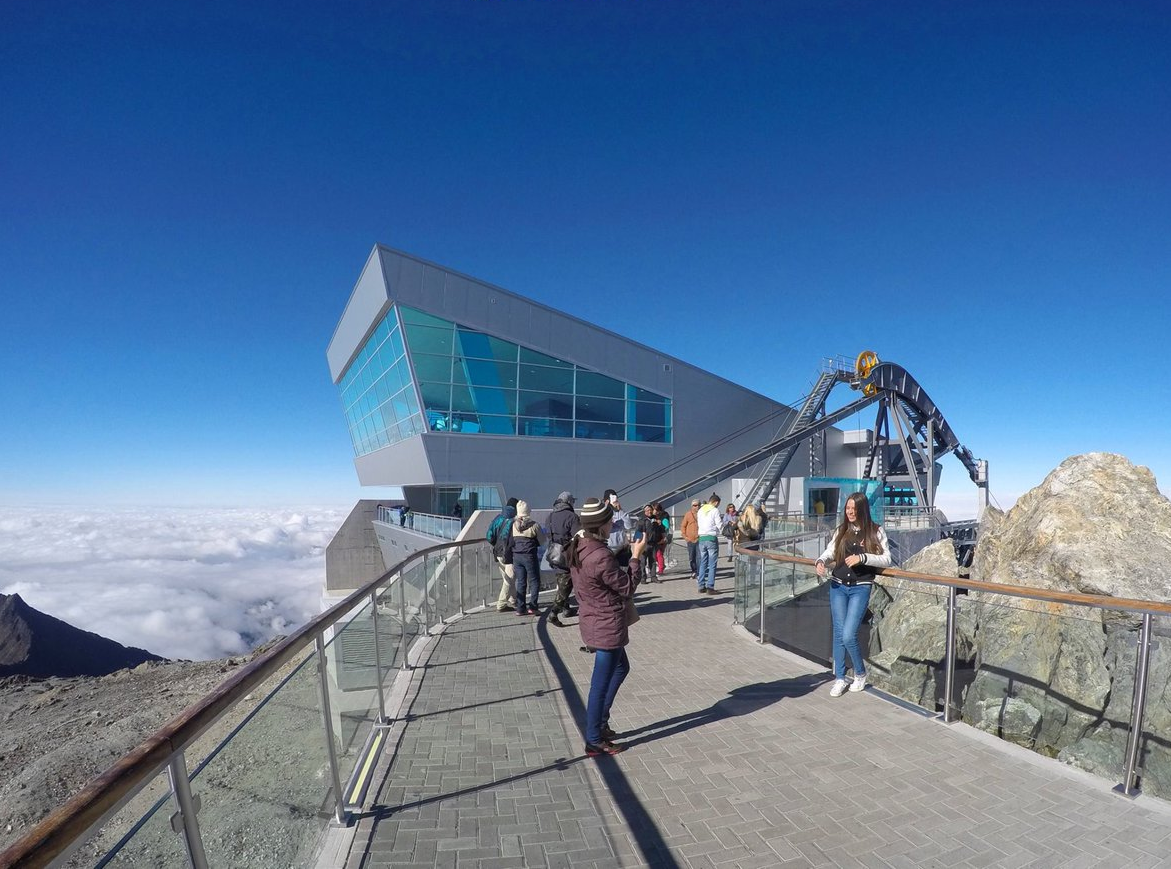
Vista de la estación Pico Espejo.

Los páramos. Aquí se pueden observar más de 86 especies de frailejón, una planta exclusiva de la cordillera de los Andes. Al frente vemos el flanco Norte del Pico Bolívar y, debajo, se observa el camino que conduce hasta la aldea Los Nevados, al otro lado de las montañas.

### Cuarto tramo
- Estación Loma Redonda (4.045 m)
- Estación Pico Espejo (4.765 m)

Pico Bolívar (4.980 m s. n. m.).

## Tarifas

### Tarifas para venezolanos
- "Entrada general" o "entrada de adultos": Esta entrada tiene un precio de 20 USD (o su equivalente en Bs).
- "Entrada V.I.P.": La entrada V.I.P. tiene un valor de 40 USD (o su equivalente en Bs), esta entrada es válida para una persona y se le otorga una bebida caliente.
- "Entrada para adultos mayores y niños": Esta entrada es exclusiva para adultos mayores y niños con edades comprendidas entre los 3 y 12 años de edad, cuyo precio es de 12 USD (o su equivalente en Bs).
- "Entrada de niños pequeños": A los niños menores de 3 años de edad se les exonera la entrada, pero solo podrán subir hasta la Estación Loma Redonda, por precauciones con el clima.

### Tarifas para extranjeros
Los extranjeros disponen del boleto para extranjeros, cuyo valor es de 40 USD (o su equivalente en Bs).

### Otros servicios
- Las personas que deseen utilizar el teleférico con morrales o mochilas, deberán pagar 15 USD (o su equivalente en Bs) extras.
- El estacionamiento del teleférico tiene una tarifa plana de 2 USD (o su equivalente en Bs).[13]